# St. Michael (Hengersberg)
Die römisch-katholische Pfarrkirche St. Michael ist eine neubarock umgestaltete Saalkirche in Hengersberg im niederbayerischen Landkreis Deggendorf. Sie gehört zum Pfarrverband Hengersberg im Bistum Passau und enthält in ihrer heterogenen Ausstattung teils beachtliche, genuin barocke Kunstwerke.

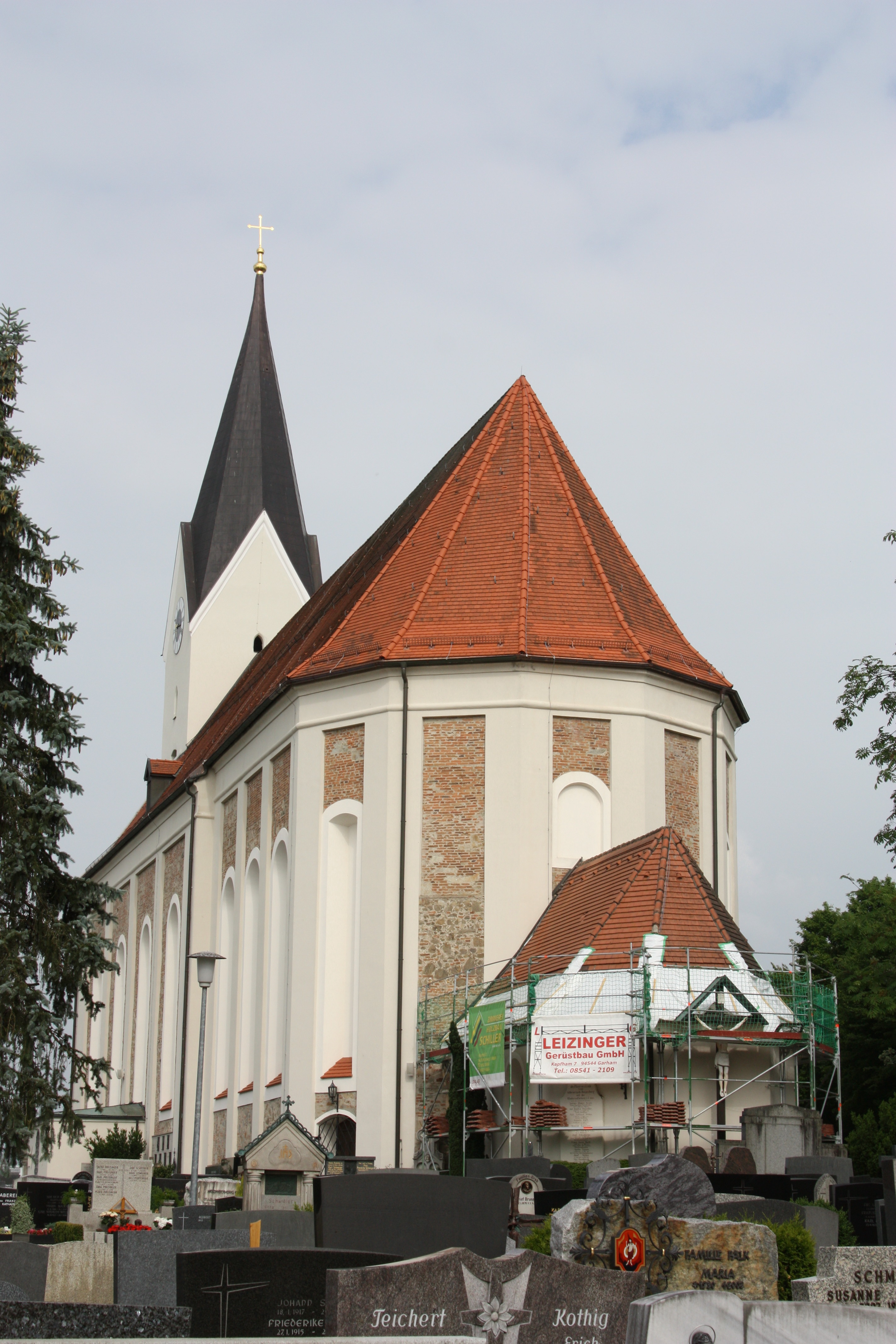
St. Michael (Hengersberg)

## Geschichte und Architektur

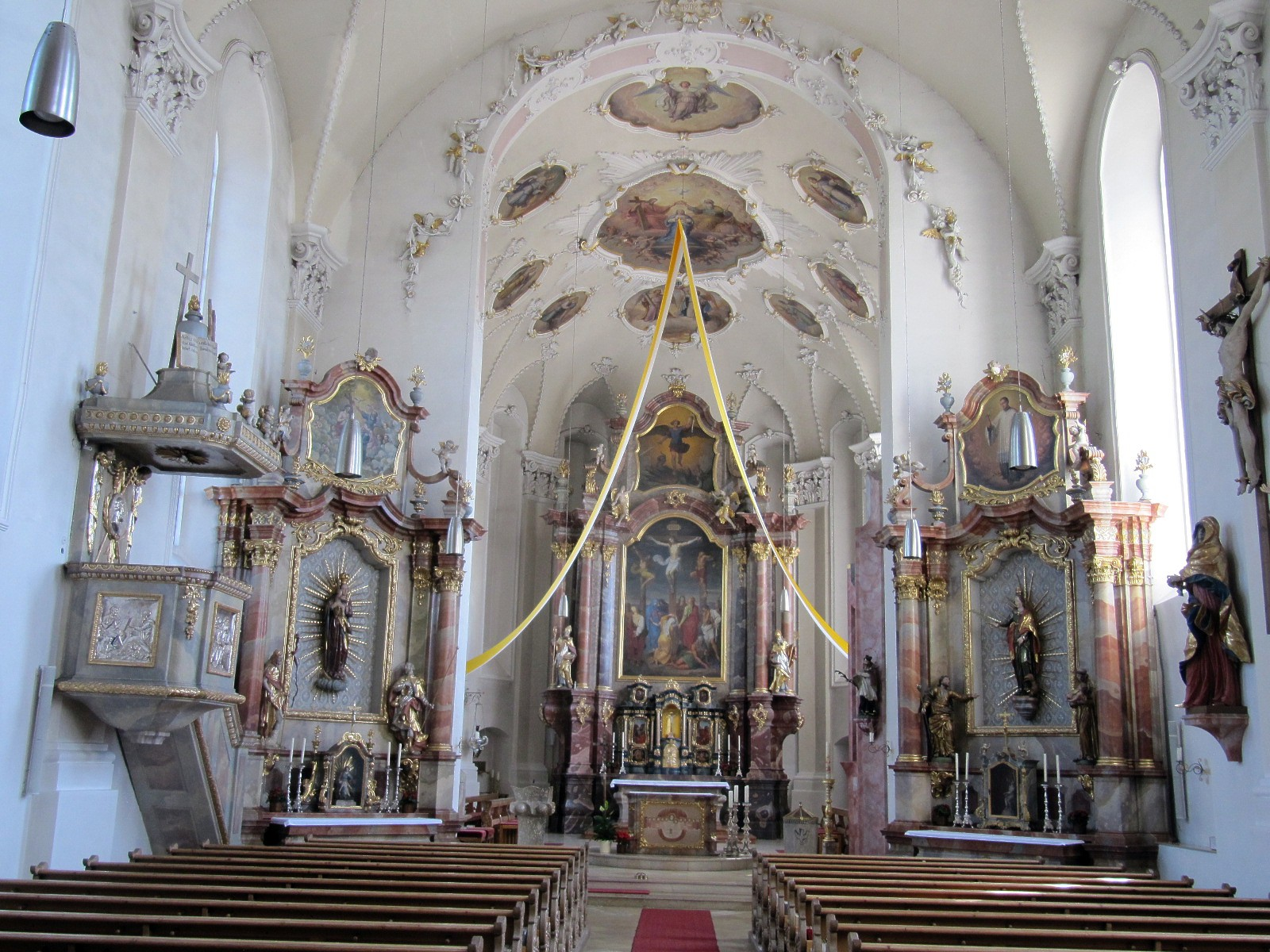
Innenansicht

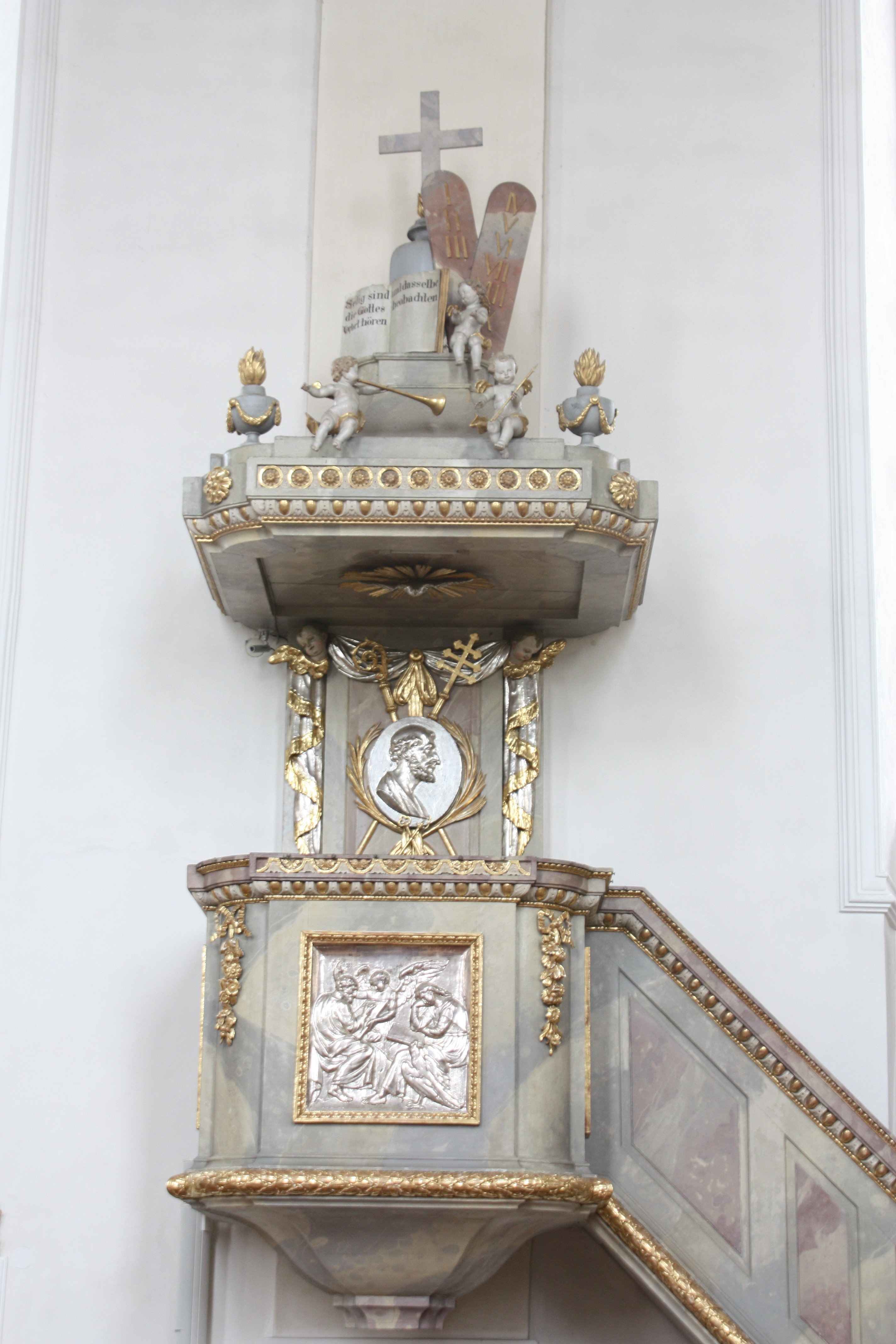
Kanzel

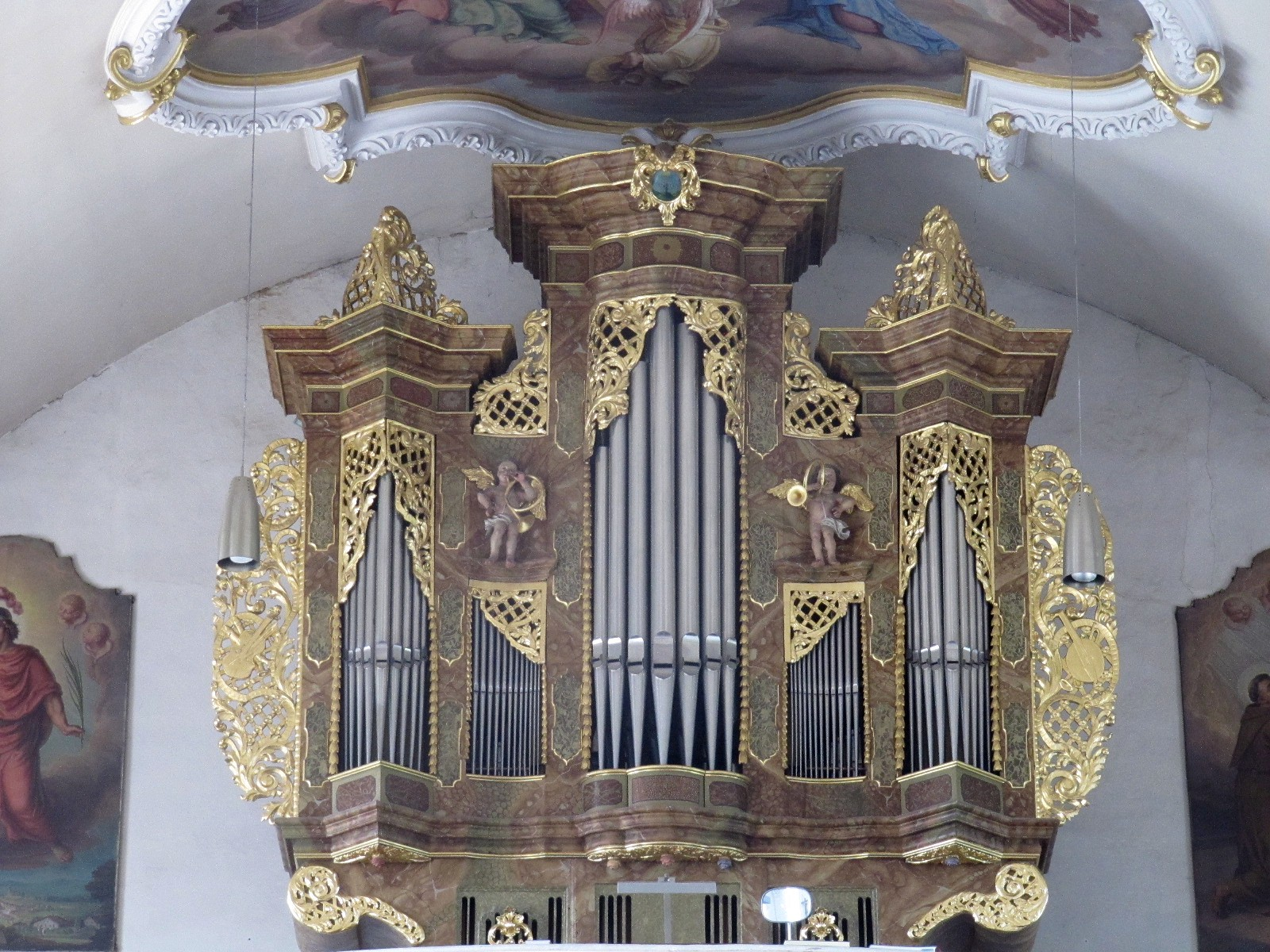
Orgel

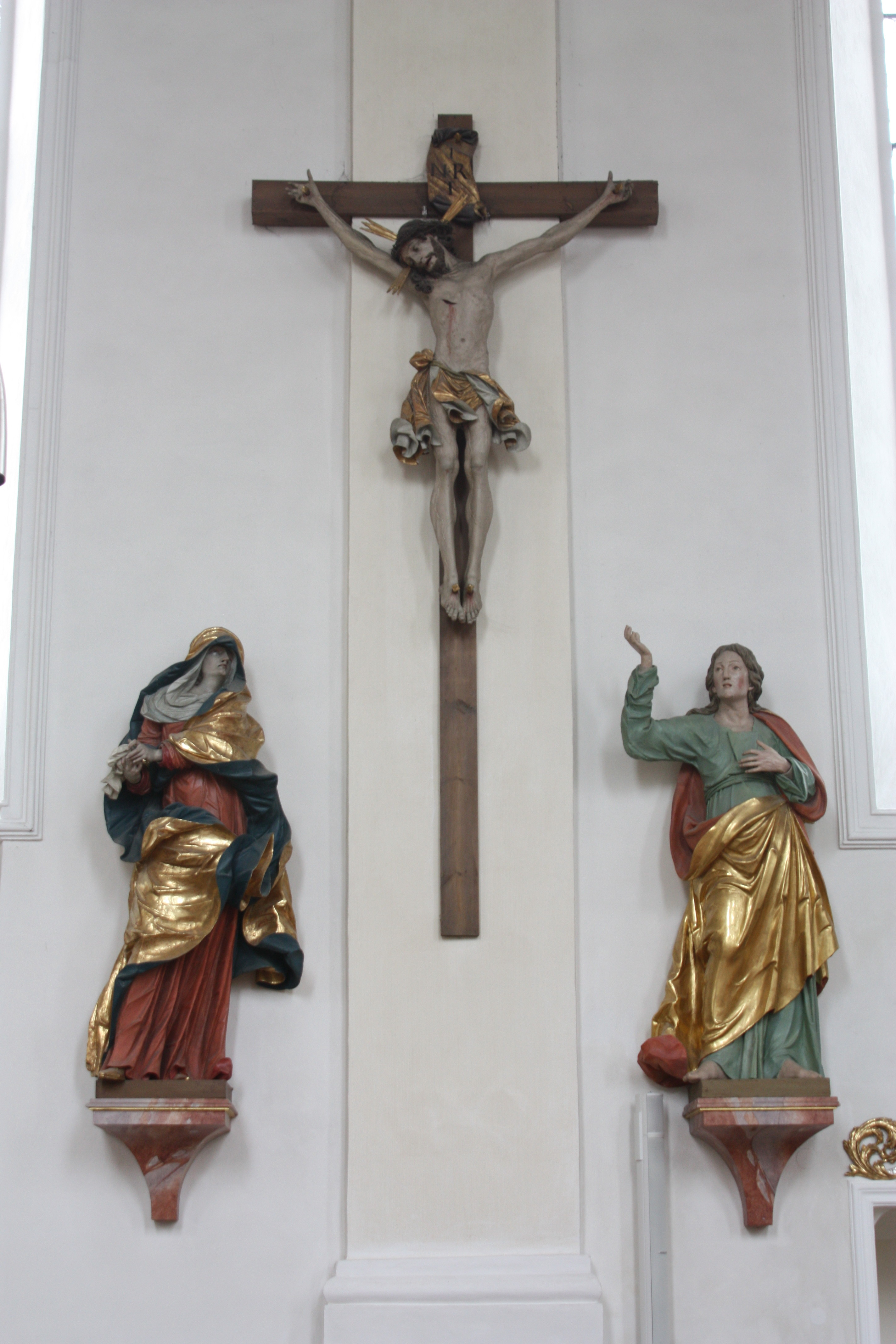
Kreuzigungsgruppe

Die Kirche wurde in der Zeit um 1590 durch Abt Bernhard Hilz von Niederaltaich erbaut. Sie liegt weithin sichtbar auf dem Rohrberg und beherrscht zusammen mit der Frauenbergkirche Mariä Himmelfahrt das Ortsbild. Auf dem Platz stand früher eine Burg, die durch den Ministerialen der Grafen von Bogen, Altmann von Hengersberg als Sühnestiftung an das Kloster Niederaltaich übergeben wurde. Vermutlich kurz danach wurde die erste Kirche erbaut, deren Turm beim Neubau von 1590 wiederverwendet wurde. Der obere Teil mit Spitzhelm stammt von 1849. Die Stuckaturen und Deckengemälde wurden 1908 geschaffen.
Die stattliche Kirche besteht aus dem Langhaus und dem leicht eingezogenen, polygonal geschlossenen Chor mit gemeinsamem Dach. Sie wurde in einem Mischmauerwerk aus Bruchstein und Backstein ausgeführt; verputzt sind nur die Lisenen des Langhauses zwischen den hohen Rundbogenfenstern und die Eckquaderung des Chorschlusses, der fensterlos und durch Nischen gegliedert ist.
Das weiträumige Innere mit vier Achsen ist durch ein Tonnengewölbe mit Stichkappen über Pilastern geschlossen. Der Chor besteht aus drei engeren Achsen und schließt mit fünf Seiten eines Zwölfecks. Die Wandgliederung und die Wölbung entsprechen denen im Schiff.
Die zweimal veränderte Kirche zeigt nur noch bedingt den Eindruck eines Renaissancebauwerks. Eine Besonderheit sind die sehr schmalen Polygonfelder des Chores, die mit Nischen anstelle von Fenstern ausgestaltet sind. Die starke Einziehung des Chorbogens bewirkt eine Zäsur im Raum.
Die neubarocke Stuckatur mit rustikal geschnittenen Kapitellen und geschweiften Rahmen der Deckengemälde wurde von Max Seywald aus Hengersberg ausgeführt, die Bilder stammen von Leopold Kastner aus Wien. Die Gewölbedekoration bewirkt eine Verunklärung der Jochreihung in dem früheren Renaissanceraum.

## Ausstattung
Der Hochaltar aus der Zeit um 1730/1740 wurde 1814 aus der säkularisierten Franziskanerkirche zu Kelheim angekauft. Der stattliche, marmorierte Säulenaufbau ist mit einem bizarr geschweiften Gebälk und mehrteiligen Volutenbögen versehen, die zum Altarauszug überleiten. Seitlich sind Schnitzfiguren der Heiligen Wolfgang und Gotthard aufgestellt. Das Altarblatt aus dem Jahr 1841 von Josef Holzmaier zeigt die Kreuzigung Christi, ein beachtliches Werk der nazarenischen Malerei, das sowohl im Figurenstil wie auch in der akademisch geglätteten Malweise historisierend ausgerichtet ist.
Die Seitenaltäre aus der Zeit um 1725 standen bis zur Säkularisation im Kloster Niederalteich und wurden vom Laienbruder Pirmin Tobiaschu gefertigt und mit Bandelwerk geschmückt. Statt der ursprünglichen Gemälde enthalten sie heute Schnitzfiguren der Madonna und der heiligen Margareta. Am Marienaltar sind Assistenzfiguren der Heiligen Johannes Baptist und Jakobus Maior aus der Zeit um 1760 aufgestellt. In den preziösen Bewegungsmotiven und in der sensiblen Charakterisierung der Gesichter wie auch in der Behandlung der Details wie der Haarlocken ist der Stil Christian Jorhans des Älteren unzweifelhaft zu erkennen.
Die klassizistische Kanzel von Christian Jorhan dem Jüngeren wurde 1825 aufgestellt. Sie besteht aus einem würfelförmigen Korpus mit eingezogenen Rundecken und zeigt versilberte Reliefs der Evangelisten und des heiligen Petrus. Die Sedilienwand mit Figuren der Evangelisten stammt aus der Zeit um 1765/1770.
Eine bedeutende Kreuzigungsgruppe an der Langhaussüdwand stammt vom Beginn des 18. Jahrhunderts. Die zugehörige Johannesfigur ist verschollen. Die Fassung wurde unter Einbeziehung erhaltener Originalpartien rekonstruiert. Die überlebensgroßen Schnitzfiguren gehören zu den bedeutendsten Werken der spätbarocken Bildhauerkunst in Bayern. Die überlängte Gestalt der Maria ist pathetisch bewegt dargestellt in Gegenwendung des erhobenen Kopfes und der ausgestreckten Hände, die das Tränentuch umklammern. Der Körper ist verhüllt von dem wehenden Mantel mit verschlungenen Wirbeln. Die strittige Datierung bereitet auch deshalb Schwierigkeiten, weil die Gruppe durch Merkmale gekennzeichnet ist, die auf die späteste Zeit der niederbayerischen gotischen Bildhauerei hindeuten.
Das Grabdenkmal für Henrika Antonia von Schoenhub († 1768) im Chor besteht aus einer Marmorplatte in reichem Rokoko-Holzrahmen und zeigt seitlich zwei Füllhörner, aus denen gerüstete Ritter aufsteigen.
Die Orgel ist ein Werk von Wilhelm Stöberl von 1979 in einem Gehäuse von Johann Konrad Brandenstein aus dem Jahr 1734 mit 23 Registern auf zwei Manualen und Pedal.